# Індо-пакистанський конфлікт
І́ндо-пакиста́нський конфлі́кт — тривале військове та політичне протистояння між Індією та Пакистаном, починаючи із 1947 року, тобто часу утворення обох держав.

## Історичні передумови
Передумови до конфлікту були закладені ще під час британського колоніального правління. До 1947 року Індія та Пакистан входили до складу Британської Індії — колоніального державного утворення, в якому англійські колонізатори об'єднали велику кількість різних національних та релігійних груп. На початку XX ст. антиколоніальна боротьба об'єднувала представників різних народів, всі вони себе вважали індійцями, незалежно від релігії та мови. Але у 1930-х роках відбувся глибокий розкол у національному русі між індуїстами та мусульманами, які не могли домовитися про політичний устрій майбутньої держави та місце кожної нації у ній. Мусульмани на чолі з Мухамедом Алі Джинною вважали, що вони будуть дискриміновані індуїстами. В результаті, Мусульманська ліга почала вимагати з 1940 року утворення особливої, мусульманської «нації» в Індії. Англійці їх підтримали, Індію було розділено на дві частини — власне Індію та Пакистан. Але ситуація ускладнювалася тим, що чіткого географічного кордону між мусульманами та індуїстами не було — представники обох конфесій у великій кількості проживали у всіх провінціях та князівствах країни. Демаркація кордону викликала численні суперечки. Так, через відсутність компромісу, провінція Пенджаб була розділена майже порівну, а князівство Кашмір мало саме визначити до якої держави приєднуватись.

## Початок протистояння
Після Другої світової війни британський уряд зобов'язався надати незалежність своїм індійським колоніям, що й було зроблено у 1947 році. Одразу ж почалися міжрелігійні сутички всередині цих країн. Це лише посилювало напругу між новими державами. Біженцями стали близько 15 мільйонів чоловік з обох сторін.
Початком до відкритого протистояння стало питання про політичну приналежність князівства Кашмір. Більшість населення було мусульманами, але політична верхівка — індуїсти. Махараджа Кашміру Харі Сінгх вирішив приєднатися до Індії, що не влаштовувало пакистанський уряд. В результаті військового конфлікту 1947—1949 років, князівство було розділене. 60% території відійшло до Індії, 40% — до Пакистану. Перемир'я не вирішило конфлікт, лише його заморозивши — Індія та Пакистан досі не відмовились від своїх територіальних зазіхань.
Конфронтація між двома державами пізніше призвела ще до двох війн Другої індо-пакистанскої (1965 р.) та Третьої індо-пакистанскої (1971 р.). З 1984 року тривав малоінтенсивний прикордонний конфлікт на льодовику Сиачен, характерною особливістю якого було те, що основну частину втрат обидві сторони несли не в результаті дій супротивника, а від важких кліматичних умов. З 2003 року на Сиачені діє перемир'я.
У 1999 році Пакистаном була спровокована Каргільська війна, проте на відміну від трьох попередніх збройних конфліктів вона не носила широкомасштабного характеру. Пакистан офіційно заперечує участь своєї регулярної армії в ній.[джерело?]

## Сучасність
Індо-пакистанський конфлікт на початку XXI ст. загострився тим, що обидві держави розробили ядерну зброю і активно нарощують свою військову міць. Сьогодні військові постачання до Пакистана здійснює США, а поставки зброї до Індії здійснює Росія, але при цьому Пакистан проявляє підвищений інтерес до можливого військово-технічного співробітництва з Росією, а США роблять спроби витіснити Росію з індійського ринку озброєнь.[джерело?]

### Криза 2025
24 квітня Індія заблокувала течію річки Інд у напрямку Пакистану, закривши всі чотири шлюзи, які контролюють потік води через греблі та канали. Ця дія стала першим випадком подібної блокади з моменту підписання угоди про води Інду у 1960 році. Тоді сторони домовилися ділити водний ресурс, попри політичні конфлікти. Раніше Пакистан заявив, що розцінюватиме будь-яку спробу Індії зупинити або відвести потік води річки Інд як акт війни. 24 квітня також стало відомо, що Пакистан закрив для Індії повітряний простір та оголосив персонами нон грата індійських радників з питань оборони, флоту та авіації.
29 квітня, як повідомило агентство Clash Report, на кордоні між Індією та Пакистаном в секторі Паргвал-Ахнур в Джамму розпочалися бойові дії. Зазначається, що район знаходиться на міжнародному кордоні в Джамму, а не на лінії зіткнення, відповідно Бої в цій місцевості – досить рідкісне явище.
6 травня Індія у рамках операції «Сіндур» завдала ракетного удару по дев'яти об'єктах на території Пакистану. У відповідь Пакистан завдав ударів по Індії.
7 травня між країнами відбувся масштабний повітряний бій, в якому брали участь 125 винищувачів на відстані понад 160 км. Літак жодної зі сторін не виходив за межі повітряного простору власної країни. Пакистан заявив про збиття 5 індійських літаків.
10 травня в МЗС Індії підтвердили досягнення домовленості про перемир'я між Пакистаном та Індією.
11 травня припинення вогню між Індією та Пакистаном, яке набрало чинності напередодні, протрималося лише декілька годин — обидві країни звинуватили одна одну у його порушенні.